# Сьвента (Західнопоморське воєводство)
Сьвента (пол. Święta, нім. Langenberg) — село в Польщі, у гміні Ґоленюв Голеньовського повіту Західнопоморського воєводства.
Населення — 292 особи (2011).
У 1975—1998 роках село належало до Щецинського воєводства.

## Демографія
Демографічна структура станом на 31 березня 2011 року:
|          | Загалом | Допрацездатний вік | Працездатний вік | Постпрацездатний вік |
| -------- | ------- | ------------------ | ---------------- | -------------------- |
| Чоловіки | 149     | 38                 | 102              | 9                    |
| Жінки    | 143     | 40                 | 79               | 24                   |
| Разом    | 292     | 78                 | 181              | 33                   |